# HD 74146
HD 74146，又名CP-52 1579，SAO 236157、HR 3442，是一颗恒星，视星等为5.19，位于銀經270.33，銀緯-6.92，其B1900.0坐标为赤經8h 37m 5.5s，赤緯-52° -6.92′ 0″。